# Катрин Сиска
Катрин Сиска (родена на 10 декември 1983 в Талин, Естония) е естонска музикантка и член на естонската дамска поп-рок група Ванила нинджа. Родена в семейство с майка рускиня Лена и баща естонец Томас Сиска, Катрин има по-малка сестра Трин-Кетлин.
Катрин е била хористка и е свирила на пиано 3 години преди групата да се формира през 2002 г.
Въпреки че всичките три от групата са приемани като вокали от пресата, Сиска е била само веднъж основен вокал на песен от групата (на „Klubikuningad“). Много критици са предполагали, че способността на Катрин да пее е причина за малкото моменти, в които тя пее.
1. 1 2 3  www.allmusic.com
2. 1 2 3  www.musicmight.com //    Архивиран от оригинала на 15 октомври 2012 г.
3. 1 2 3  whiplash.net
4. 1 2 3  territorio.terra.com.br